# Mylabris platai
Mylabris platai is een keversoort uit de familie van oliekevers (Meloidae). De wetenschappelijke naam van de soort is voor het eerst geldig gepubliceerd in 1975 door Pardo Alcaide.